# Гідроксиди

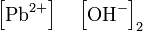
Схематичний запис плюмбум(II) гідроксиду

Гідрокси́ди — один із основних класів неорганічних сполук, до якого належать сполуки, що складаються з катіона металу і гідроксид-аніонів. Часто до них застосовують термін основи, який має дещо ширше значення.
Будь-яку неорганічну хімічну сполуку, що містить гідроксильну групу, можна назвати гідратом оксиду (не плутати з гідроксидом) — за (щонайменше формальним) способом утворення: взаємодія оксиду з водою.

## Класифікація
- Осно́вні гідроксиди (основи) — гідроксиди, що проявляють основні властивості (наприклад, гідроксид кальцію Ca(OH)2, гідроксид калію KOH, гідроксид натрію NaOH тощо). Добре розчинні у воді осно́вні гідроксиди називають сильними, або лугами; інші називають слабкими.
- Амфотерні гідроксиди, які виявляють в залежності від умов або основні, або кислотні властивості (наприклад, гідроксид алюмінію Al(ОН)3, гідроксид цинку Zn(ОН)2). Їхні кислотні властивості визначає здатність до утворення комплексів з гідроксильними іонами.